# Bzikavka slepoočka
Bzikavka slepoočka (Chrysops caecutiens, Linnaeus, 1758) je hmyz z čeledi ovádovitých.

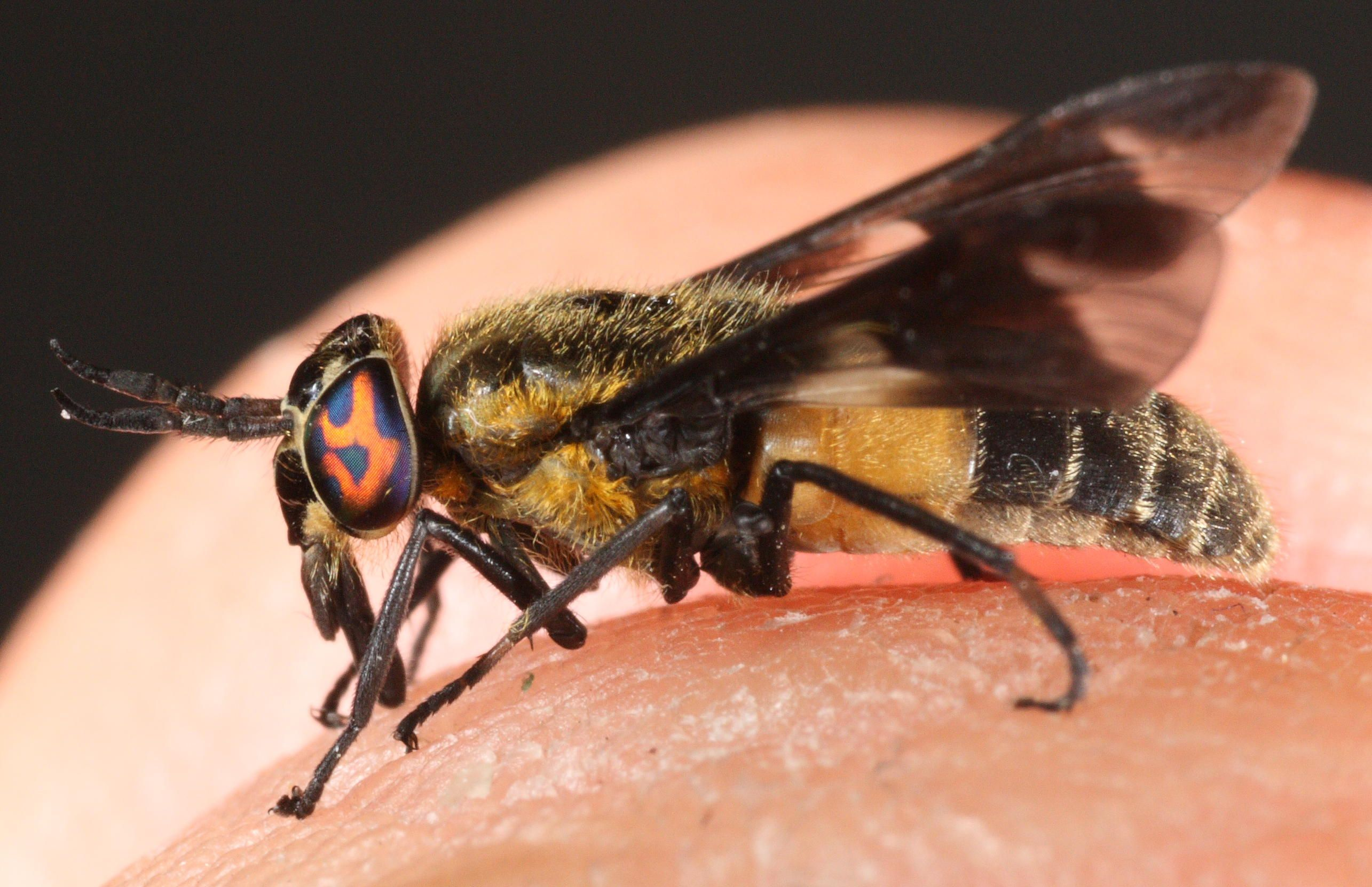

## Popis
Bzikavka slepoočka má průsvitná křídla s kouřovými páskami. Dorůstá velikosti až 11 mm. Dožívá se 3-5 let.

## Výskyt
Můžeme ji spatřit hlavně na vlhkých místech (u řek, rybníků, jezer atd.).

## Potrava
Samičky potřebují pro vývin vajíček krev a napadají v době jejich zrání i člověka; toto nepříjemné setkání je časté na přírodních koupalištích. Na území České republiky napadá z ovádů člověka nejčastěji právě bzikavka slepoočka a bzikavka dešťová.

## Riziko
Bzikavka slepoočka je schopná přenášet parazitického vlasovce očního, způsobujícího až oslepnutí. Toto nebezpečí hrozí především v Africe.